# San Pablo Tijaltepec
San Pablo Tijaltepec es una localidad del estado mexicano de Oaxaca. Es cabecera del municipio de San Pablo Tijaltepec.

## Demografía
| Censo | Población |
| ----- | --------- |
| 1900  | 837       |
| 1910  | 868       |
| 1921  | 740       |
| 1930  | 855       |
| 1940  | 782       |
| 1950  | 1040      |
| 1960  | 957       |
| 1970  | 491       |
| 1980  | 593       |
| 1990  | 212       |
| 1995  | 292       |
| 2000  | 322       |
| 2005  | 416       |
| 2010  | 366       |
| 2020  | 265       |